# Torre Velasca
La Torre Velasca és un gratacel de la ciutat de Milà que amb 106 metres d'altura és actualment el 13è edifici més alt de la ciutat. Fou construït entre 1955 i 1957 basant-se en un disseny d'Studio BBPR, l'edifici representa un dels pocs exemples italians d'arquitectura brutalista, amb un estil poc clar, adscrit tant al corrent revivalista neoliberty com a l'arquitectura postmoderna. El seu nom es deu a la plaça on s'aixeca l'edifici, topònim al seu torn derivat del nom del polític i diplomàtica castellà Juan Fernández de Velasco que fou governador del Ducat de Milà al segle XVII.
Pel seu interès històric i artístic, des de l'any 2011 l'edifici és un bé arquitectònic subjecte a restriccions i protecció per part de la Superintendencia del Patrimoni Cultural.

## Descripció

### Exterior

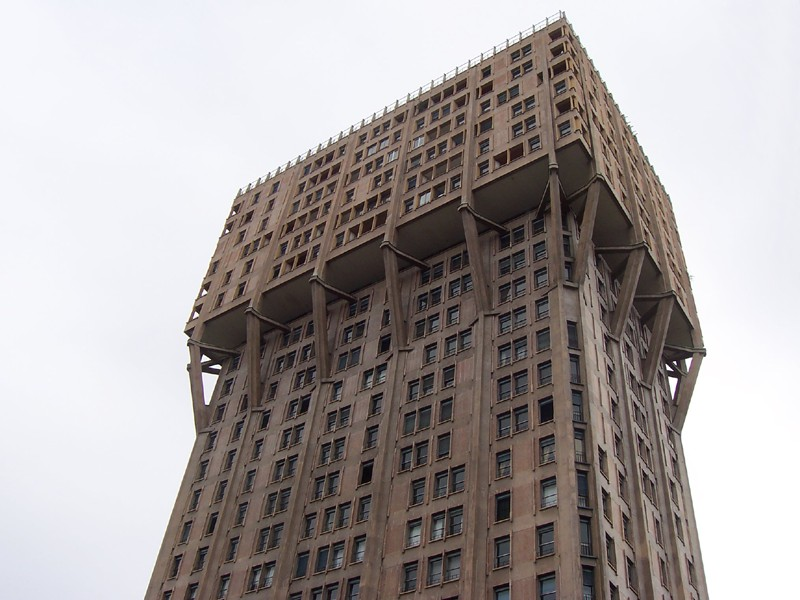
Vista de l'edifici des del nivell del carrer.

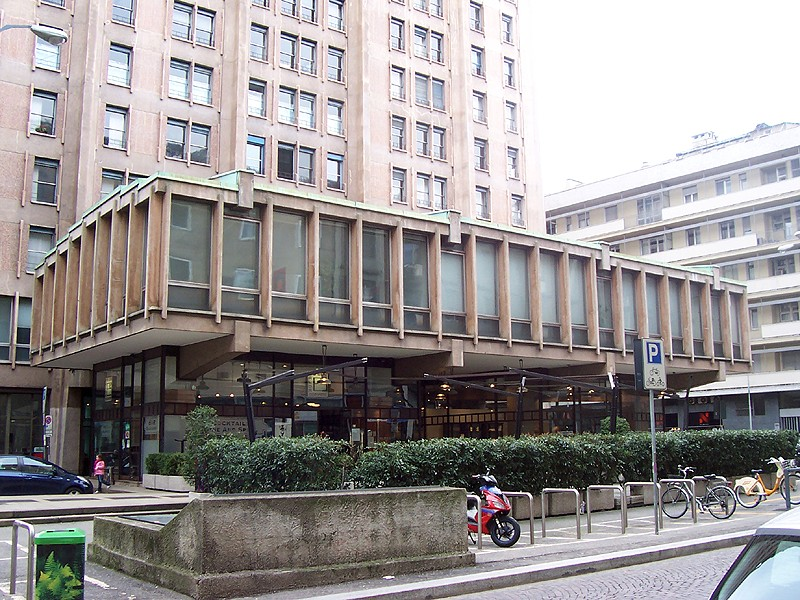
Estructura d'entrada a la torre.

La Torre Velasca constitueix el resultat més representatiu del famós grup d'arquitectes de l'estudi BBPR, en el qual Ernesto Nathan Rogers, antic director de la revista Casabella, va representar un referent de l'arquitectura italiana que pretenia superar el racionalisme i la seva reinterpretació.
La morfologia característica de la torre és conseqüència d'un estudi en profunditat de múltiples factors que troben el seu origen en la creació d'un nou símbol per a la Milà de postguerra i en la recerca d'un impuls vertical enfront de la constricció en què es troba la base del mateix edifici, situada a la plaça del mateix nom. Alhora, la Torre Velasca pretén representar la resposta funcional resultant de la reinterpretació del racionalisme, però també una cita clara de l'arquitectura medieval llombarda, inclosa la Torre Milano del mateix Castell Sforza. Una altra possible citació és la de la Torre di Bona del segle XV.
L'edifici es desenvolupa en planta rectangular i s'eleva fins a 28 plantes, dues de les quals són subterrànies. L'entrada principal és pel costat sud i va precedida per una estructura penjant d'una sola planta que allotja locals comercials i espais dedicats al servei de consergeria i seguretat. Suspès sobre quatre pilastres centrals en "T", està marcat per una gran superfície de vidre formada per una sèrie repetida de finestres flanquejades per fines pilastres.
Tots els alçats de l'edifici són semblants i estan marcats pels nervis de l'estructura deliberadament ressaltats, que connecten amb les bigues obliqües que emergeixen de la planta quinzena. Les finestres són totes rectangulars i d'igual mida, la disposició de les quals es basa en una quadrícula de dimensions aparentment aleatòria, suggerida pel mateix marc estructural que s'omple de panells prefabricats de formigó i gra de pòrfir rosat disposats de manera irregular. Aquesta desitjada asimetria en la disposició de les finestres i obertures similars que amaguen els balcons encastats dins de les façanes crea alhora uniformitat i dinamisme, amb una alternança de sòlids i buits que Portoghesi va definir com a "desordre", o fruit d'"un reedició més complexa de la dialèctica entre gàbia estructural i embolcall de paret del racionalisme italià".
Les disset primeres plantes sobre rasant estan dedicades a activitats comercials a peu de carrer, oficines i estudis professionals a les plantes superiors. La planta 18a acollia originàriament només les sales de serveis tècnics, les zones comunes i els accessos al balcó que recorre tot el perímetre de l'edifici. Entre les plantes 15a i 18a es fa evident l'aspecte estructural més característic de l'edifici, concretament l'estructura portant dissenyada per l'enginyer Arturo Danusso per suportar el mòdul superior sobresortint que allotja les vuit plantes restants d'ús residencial. Aquest està format per una vintena de bigues obliqües de secció de trèvol que emergeixen dels alçats exteriors de la planta 18, per connectar amb els pilars perpendiculars superiors i els grans puntals d'unió, combinats amb les mènsules d'ancoratge en "V" que sobresurten de manera notòria de la plata 17a i que són la part terminal d'una densa xarxa creuada de tirants que recorre tota la planta sobre la qual descansa el mòdul superior sobresortint.
Les plantes superiors, fins a la vint-i-cinquena, estan destinades exclusivament a apartaments privats. El mòdul terminal de l'edifici, de fet, està format per una planta més àmplia que les plantes inferiors a causa del fet que, segons l'autor del projecte, els habitatges particulars de la planta 19a a la 25a requereixen una major superfície que les oficines inferiors.
La planta 25a allotja sis habitatges dúplex disposats en dos nivells, i es caracteritza per una gran terrassa que recorre tot el perímetre del mòdul sortint que distingeix la part superior de l'estructura, encara que dividida segons als límits dels habitatges individuals. A més la coberta, formada per una estructura metàl·lica a quatre aigües que allotja les golfes, al seu torn rematada per un nucli de maó per a les sales tècniques, antenes i xemeneies.

### Interior
En total, l'edifici tenia originàriament 800 unitats immobiliàries. Des dels primers esborranys del projecte, l'estudi BBPR va dibuixar una torre en la qual la part superior era més ampla que la inferior a partir del fet que, segons els dissenyadors, els habitatges de la planta 19a a la 25a necessitaven una major superfície respecte dels despatxos presents de la 2a a la 10a planta i als despatxos professionals amb residència annexa de la 11a a la 17a planta.
La planta 18a es dedicava originàriament únicament a sales de serveis tècnics, magatzems pertanyents als habitatges, zones comunes, lavabos i dos accessos al balcó encastat que recorre tot el perímetre exterior de l'edifici, des dels quals també es pot inspeccionar periòdicament el bigues obliqües de l'estructura portant o intervenir per mantenir la il·luminació exterior instal·lada a les façanes de l'edifici.
El mòdul superior sortint que allotja les plantes 19a a la 25a està destinat únicament a les 72 unitats residencials de dues a set habitacions més serveis, totes elles amb porxo i terrassa. La planta 25a allotja les unitats més prestigioses, és a dir, sis apartaments dúplex distribuïts en dues plantes, amb una planta golfa i terrassa panoràmica.
Originàriament, les 800 unitats immobiliàries estaven equipades amb sistemes tecnològics d'avantguarda per a l'època, com ara sòl radiant i aire condicionat a totes les habitacions, mentre que els 72 apartaments també estaven equipats amb mobiliari permanent com armaris, finestres específiques o cuina amb electrodomèstics. Molts d'aquests detalls de mobiliari arquitectònic també s'han conservat en les reformes més recents. Les dues plantes subterrànies allotgen diverses sales tècniques i el gran garatge per a uns 450 automòbils inclou un sistema de rentat de cotxes, la rampa d'accés del qual es troba al costat oposat a l'entrada de l'edifici.

## Història

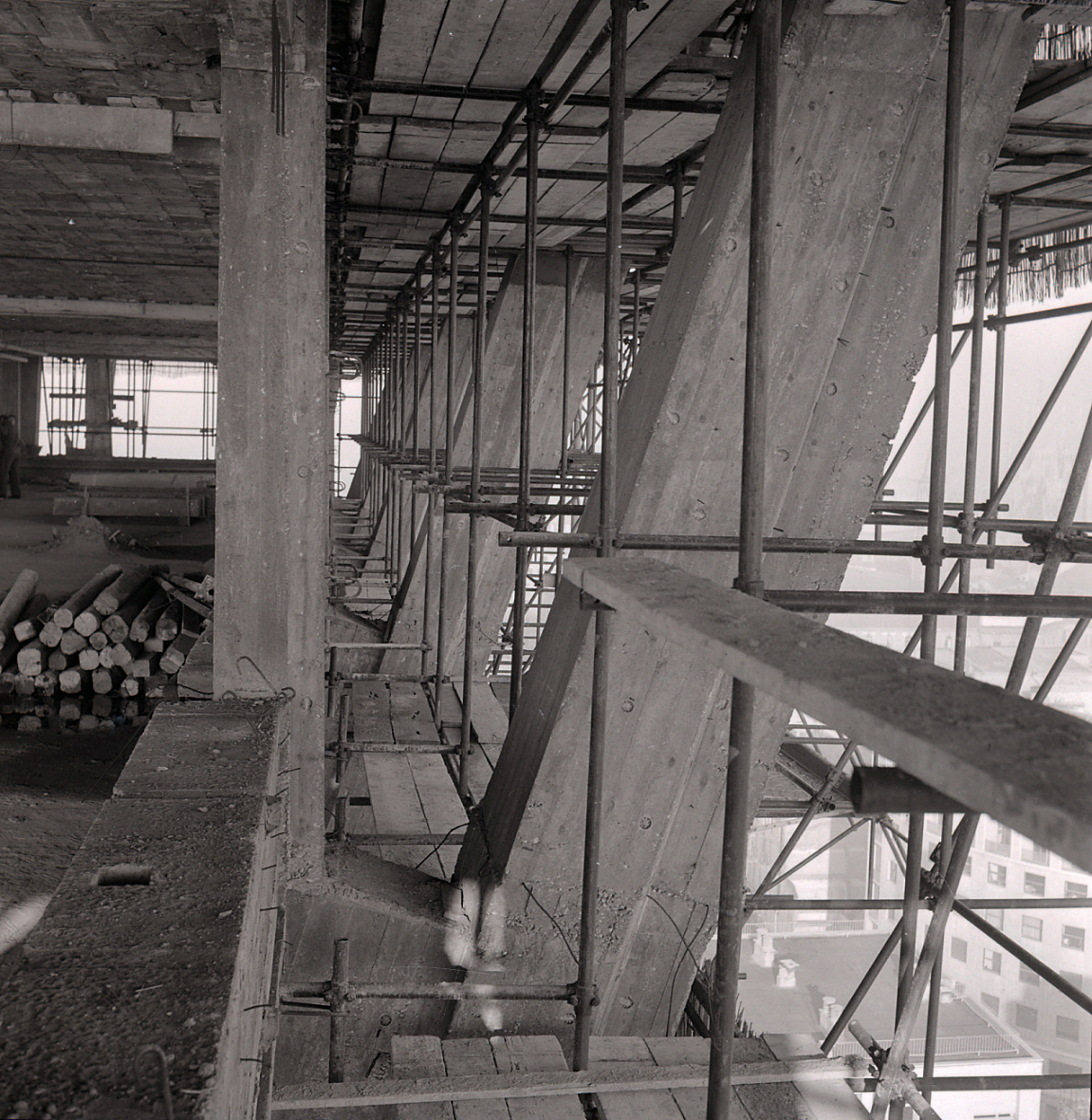
Interior de la torre en construcció l'any 1956 en una foto de Paolo Monti.

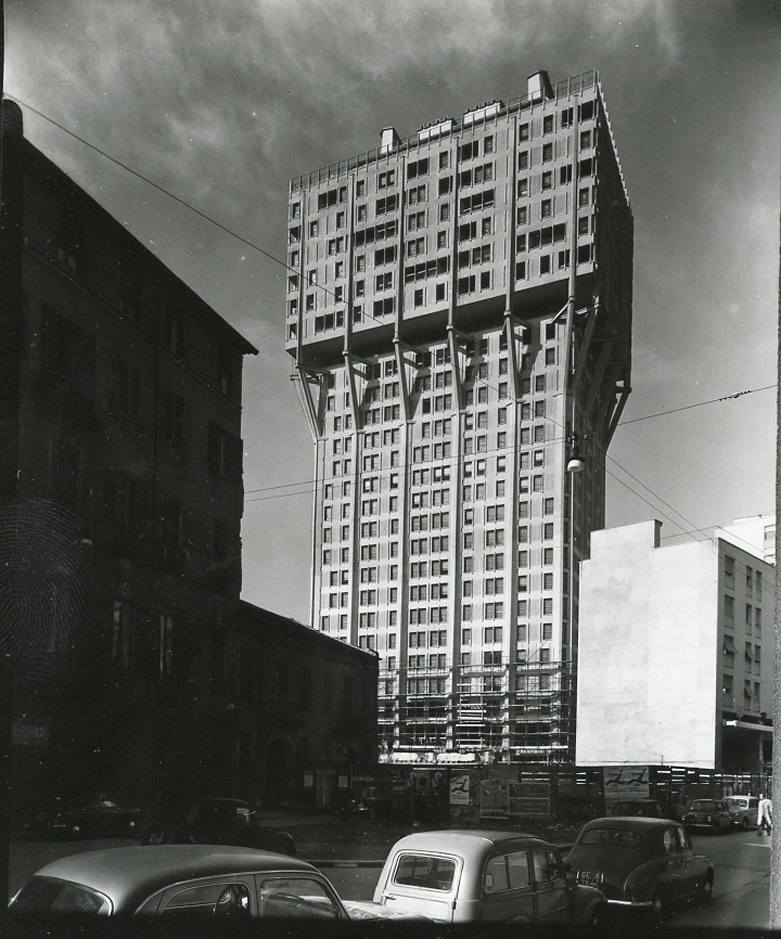
Fotografia del 1958 de Paolo Monti.

L'edifici va ser dissenyat per Studio BBPR per encàrrec de l'empresa Ri.C.E. (Ricostruzione Comparti Edilizi), que l'any 1949 va obtenir la llicència de l'Ajuntament de Milà per construir "un edifici de diversos pisos d'ús mixt comercial i residencial que s'ubicarà en una zona de terreny públic reconvertit", arran de la devastació infligida pels bombardeigs angloamericans de la Segona Guerra Mundial.
Els estudis per al seu disseny van començar l'any 1950 amb la col·laboració de l'enginyer torinès Arturo Danusso que es van dirigir immediatament cap a la creació d'un nou símbol del renaixement de la postguerra de Milà, plantejant inicialment la hipòtesi d'un gratacels que es construiria totalment en acer i vidre. Per comprovar encara més la viabilitat d'aquest projecte, Studio BBPR també va consultar una empresa de Nova York especialitzada en consultoria econòmica per a projectes de gratacels, que va destacar que la situació de la indústria siderúrgica italiana d'aquell moment no hauria pogut fer front a una sol·licitud tan elevada de matèries primeres. La idea inicial d'una torre d'acer es va deixar de banda també a causa dels elevats costos del material, per això Studio BBPR va optar per una solució en formigó armat amb revestiment de pedra perquè el cost seria d'una quarta part i que s'adaptaria millor al context arquitectònic de la ciutat.
Entre el 1952 i el 1955 es va completar el projecte definitiu de l'edifici, que fou aprovat pel client i construït per la Società Generale Immobiliare a través de Sogene, entre 1956 i 1957. Les obres de construcció van durar 292 dies, acabant vuit dies abans de l'estipulat en el contracte.
L'any 1961, pocs anys després de la seva inauguració, l'edifici va ser guardonat amb el "Premi a una obra acabada" que atorga anualment l'Institut Nacional d'Arquitectura (IN/Arch) italià i aviat es va convertir en una cotitzada seu de despatxos de prestigi, així com el domicili de personatges il·lustres del món de l'espectacle com Gino Bramieri, que va viure durant molt de temps en un àtic amb vistes a la catedral de Milà.
Després d'alguns canvis de titularitat al llarg dels anys, a la dècada del 2000 l'immoble va passar a ser propietat de Fondiaria Sai, part del Grup Ligresti i posteriorment, després de la fusió amb Unipol, va passar a formar part del patrimoni immobiliari de la companyia d'assegurances UnipolSai, que va dur a terme una reestructuració total.
L'octubre de 2019 es va concloure una nova negociació per la qual Unipol va vendre la Torre Velasca al grup immobiliari estatunidenc Hines, per un preu total de 220 milions d'euros.

### Procés de renovació
L'any 2020, el grup immobiliari Hines, nou propietari de l'edifici, d'acord amb la Superintendencia del Patrimoni Cultural i l'Ajuntament de Milà, van signar un acord destinat a la renovació completa de la Torre Velasca, que incloïa també la remodelació simultània de la plaça, destinada a convertir-se en zona de vianants. La gran inversió de Hines pretenia preservar el llegat històric de l'edifici reinterpretant-lo en clau contemporània, així com una restauració conservadora de l'exterior i una renovació integral de l'interior de l'edifici. Els treballs van començar l'octubre de 2021 i van concloure a la primavera de 2024.
Dissenyat per l'estudi Asti Architetti de Paolo Asti, el complex procés de renovació va implicar la restauració i consolidació completa dels exteriors de pedra originals per mantenir la façana icònica i recuperar els colors originals. Els espais interiors, en canvi, s'han redissenyat i dividit en diferents àrees funcionals, destinades a aprofitar al màxim els espais comuns i que s'han incorporat nous serveis com restaurants, zones comercials, un gimnàs, una zona de benestar, així com noves oficines. de lloguer i noves unitats immobiliàries de prestigi. En concret, s'ha reutilitzat i optimitzat completament l'espai de la planta de serveis previst inicialment per a la planta 18a. La reurbanització de l'edifici també va implicar el context urbà circumdant, reurbanitzant la plaça amb zones verdes i un espai comercial exclusivament per a vianants, eliminant també algunes barreres arquitectòniques i aparcaments per millorar l'accessibilitat.

## Recepció i debat
Malgrat el seu indubtable valor, l'edifici va despertar inicialment opinions contradictòries pel seu perfil singular i també va esdevenir objecte d'ironia entre els milanesos que aviat van donar a la torre el sobrenom de "el gratacel amb tirants" o "el gratacel amb lligacames", per les característiques bigues obliques que recolzar la part sobresortint de l'edifici. El mateix escriptor Luciano Bianciardi va ser un dels primers detractors, definint-lo a la seva novel·la La vita agra de 1962 com una "torre de vidre i formigó", mentre que fora de les fronteres italianes el crític britànic Reyner Banham, proper al moviment brutalista la va jutjar com «la retirada italiana de l'arquitectura moderna».
Tanmateix, el debat sobre l'impacte de l'obra en el panorama milanès no va disminuir en les dècades següents i fins i tot a principis del segle XXI, arquitectes il·lustres com Mario Bellini i Gianmaria Beretta van apreciar-ne el seu indubtable interès estilístic i de disseny, definint-lo com "un gratacel milanès que rebutja l'estandardització de l'arquitectura internacional"; el meu company Stefano Boeri era de la mateixa opinió per a qui «la Torre Velasca és la invenció d'una nova arquitectura, el primer gratacel dissenyat amb aquella singular forma de "bolet", ningú no havia dissenyat mai un edifici d'aquest tipus", subratllant així la seva singularitat en l'escena internacional.
Per part dels crítics d'art, Philippe Daverio considerava la Torre Velasca una "obra mestra absoluta", subratllant com "cada poble representa la seva pròpia idea de l'arquitectura […] Seria dolent demanar a un anglès que tingués un bon coneixement articulat de la nostra història". Vittorio Sgarbi, en canvi, té una opinió diferent, afirmant que "aquells que no estan acostumats a mirar-la amb els nostres ulls indulgents poden classificar-la definitivament com un monstre", admet també que "a mi tendeix a no agradar-me. És el paradigma de la civilització de l'horror".
Fora del vessant artístic, el periodista Beppe Severgnini, tot i que parla d'un "termoll de formigó amb tirants improbables", aprova la seva originalitat i bogeria, contextualitzant-la com a símbol d'una "Itàlia optimista i desordenada" del miracle econòmic italià: «Qui diu que és horrible no entén res del Milà. Probablement creu que la capital llombarda vol competir amb altres ciutats italianes en bellesa renaixentista. En canvi, està orgullós dels seus estranys racons, de les seves portes, dels seus patis irregulars, dels seus edificis on alguna persona temerària voldria substituir el porter per un intercomunicador.»

## Cultura popular
En l'àmbit del cinema i la televisió, a la Torre Velasca es van filmar diverses escenes de les pel·lícules Il vedovo de Dino Risi, Milano calibro 9 de Fernando Di Leo i Durante l'estate d'Ermanno Olmi, així com la sèrie de televisió 1992.
En l'àmbit literari, sembla ser citat a al llibre Neppure un rigo in cronaca de Gino e Michele publicat el 2009 i a la novel·la La vita agra de Luciano Bianciardi del 2013.